# Maruko-bune
Un Maruko-bune (japonais : 丸子船 / litt. « bateau Maruko » ou « bateau au petit rond ») est un type de bateau à voiles en bois natif à la région autour du lac Biwa, dans la préfecture de Shiga au Japon. Son nom fait référence à la forme de sa coque, légèrement arrondie. Ils étaient en usage pendant l'Époque d'Edo pour le transport de cargaisons, mais leur utilisation a décliné dans les années 1930. Les derniers Maruko-bune en usage disparaissent vers la fin des années 1960. Un bateau Maruko construit dans les années 1990 est notamment exposé au musée du lac Biwa.

## Histoire
Les bateaux Maruko apparaissent au début de l'époque d'Edo, au XVIIe siècle. À cette époque, une importante route maritime passait de la baie de Wakasu jusqu'à la mer du Japon. De là, les marchandises étaient déchargées et emmenées au nord du lac Biwa pour être transportées jusqu'au sud du lac, au port d'Otsu, avant d'être de nouveau déchargées et livrées à Kyoto, capitale économique de l'époque. Le transport était plus facile par le lac Biwa, qui occupait une position stratégique. Les Maruko-bune étaient alors utilisés pour transporter les cargaisons, principalement de riz, et de produits collectés par les taxes, comme des vêtements et du matériel de teinture, d'une extrémité à l'autre du lac. À leur apogée, les Maruko-bune étaient au nombre de 1300 à sillonner les chenaux du lac Biwa. En 1672, le centre économique passe de Kyoto à Osaka, et une nouvelle route maritime est créée, la nishi-mawari, et le transport par cette route ne nécessitait plus le déchargement aux ports de Tsuruga ou d'Obama puisque les marchandises pouvaient être envoyées directement à Osaka. la non-nécessité du passage par le lac force le déclin de l'utilisation du Maruko-bune, mais il reste très usité, avec encore 1000 bateaux en service. En 1889, un chemin de fer est construit autour du lac, accélérant le déclin des bateaux Maruko. Après la Seconde Guerre mondiale, il n'y en restait presque plus sur le lac. Leur déclin est aussi dû à la baisse d'emplois reliés à la foresterie traditionnelle et la construction navale manuelle dans les années 1930, rendant le transport de cargaisons obsolète. Les derniers Maruko-bune sillonnaient le lac dans les années 1960. Un bateau Maruko avec un moteur a été retiré du circuit maritime dans les années 1990,,. 
À travers les époques, le Maruko-bune subit plusieurs changements. On lui attribue souvent une proue plus étroite, même si des sources montre l'introduction de cet élément au XIXe siècle. On voit notamment qu'il a existé deux types de Maruko-bune, un avec une pièce de proue, et un autre sans, même si aucun Maruko-bune n'a été retrouvé avec une pièce de proue. Plus récemment, certains Maruko-bune ont été transformés pour avoir plus de vitesse, au lieu d'une stabilité, ce qui montre le changement de vocation pour le tourisme des bateaux du type,,.

## Conception et construction
Les bateaux Maruko sont caractérisés par leur coque en coupe transversale aux formes arrondies. Cette forme de coque permet de transporter un plus grand volume de matériel sans augmenter le tirant d'eau. Ils étaient faits de bois de différents arbres : Podocarpus pour la proue, la poupe et le bordage latéral, du cèdre du Japon pour le bordage inférieur et du cyprès pour le mat et les pièces au-dessus du pont. Deux moitiés de cèdre japonais coupés sur leur longueur étaient aussi utilisées sur le long du bateau, pour améliorer la stabilité de celui-ci et pour agir comme bastingage. Les planches étaient clouées serrées et de l'écorce d'arbre était utilisé pour le calfatage. Les planches de la proue étaient très inclinées, comme les douves de tonneaux. Certaines parties du bateau étaient recouvertes de plaques de cuivre recouvertes d'une mixture de colza et de charbon de bois. Le mât était carré et pouvait se replier lorsqu'il n'était pas utilisé. La capacité d'un Maruko variant de 30 à 300 koku (1 koku équivalait à 180 L), mais la plupart avaient une capacité de 80 à 100 koku. Un Maruko de 100 koku avait une longueur de 19 m et un mât de 12 m de haut,,.
Un Maruko de 100 koku a été construit de 1992 à 1995 au musée du lac Biwa pour une exposition. Il avait été construit par Sanshiro Matsui (en), charpentier japonais surnommé le dernier charpentier de bateaux de bois japonais,,.

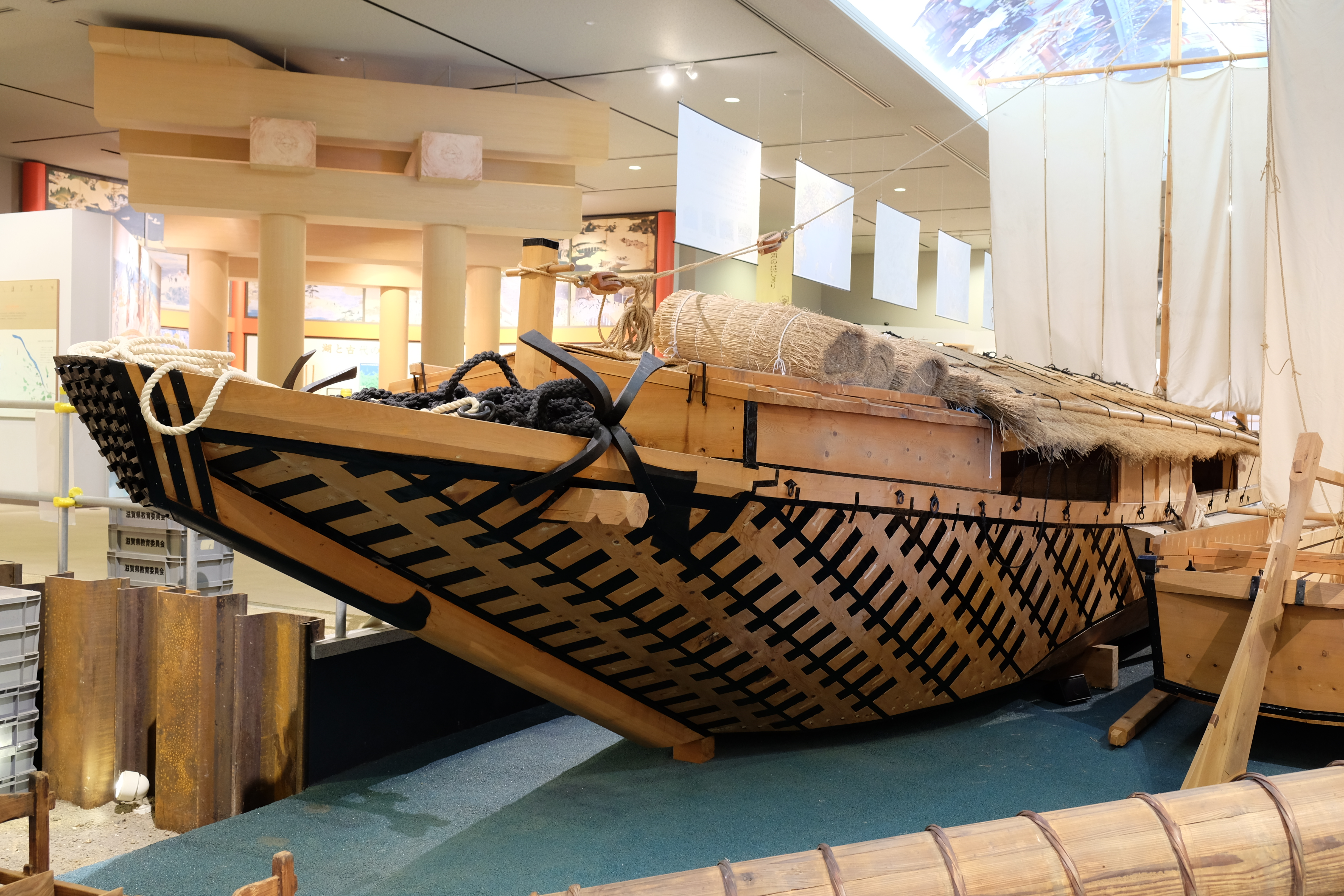
Proue
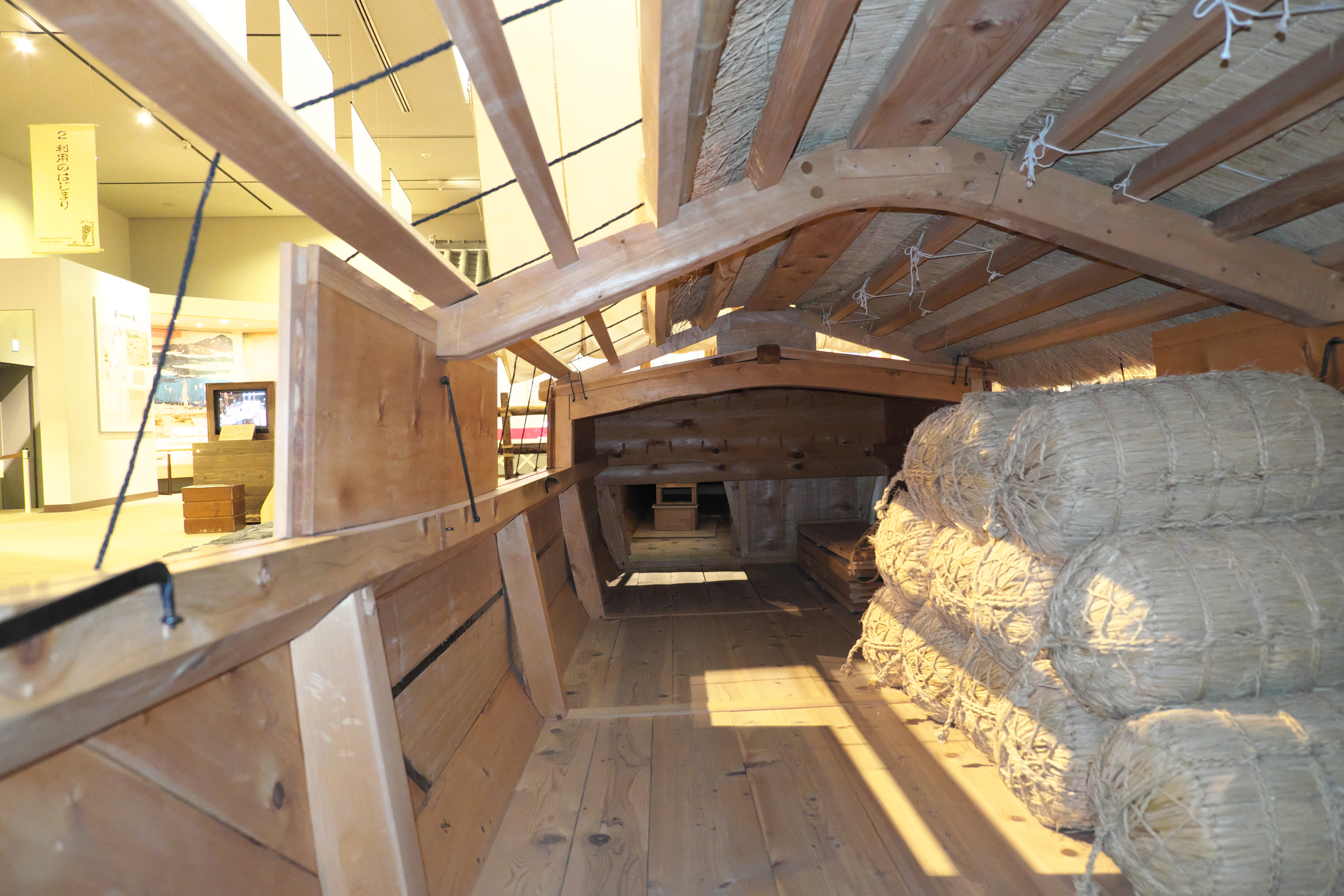
Intérieur
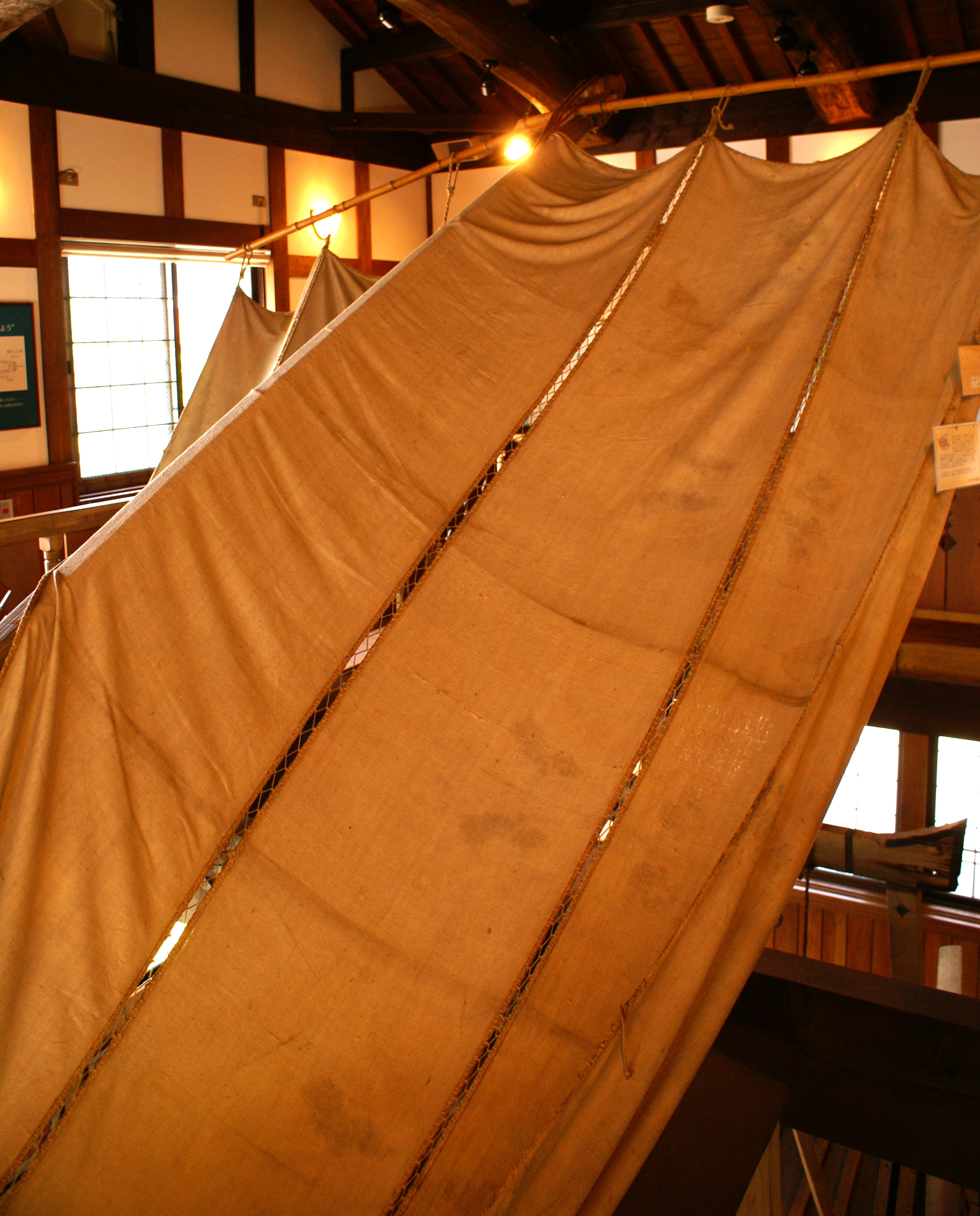
Voile